# Айгарс Штокенбергс
Штокенбергс Айгарс (латис. Aigars Štokenbergs, 29 серпня 1963 року, Рига) — латвійський політичний діяч, юрист і економіст. Колишній прокурор, суддя і адвокат. В уряді Латвії обіймав посади радника з економічних питань прем'єр-міністра Латвії Айгара Калвітіса, був міністром юстиції, економіки (2006), у справах регіонального розвитку та самоврядувань (2006–2007). Один із засновників і співголова партії Об'єднання за іншу політику (листопад 2007 — серпень 2011), колишній член Народної партії Латвії, з серпня 2011 року співголова латвійської партії «Єдність». У 2006 і 2010–2011 роках депутат латвійського сейму 9 і 10 скликань.

## Біографія
Айгар Штокенбергс народився 29 серпня 1963 року в Ризі. У 1981 році він закінчив Ризьку школу № 25 і вступив на юридичний факультет Латвійського університету, який закінчив у 1986 році.
У 1985 році Штокенбергс почав працювати старшим слідчим в Ризькій районній прокуратурі. З 1988 по 1990 рік Штокенбергс був помічником голови колгоспу (пізніше агрофірми) «Тервете», а потім повернувся до юридичної практики, ставши суддею в суді міста Юрмала. У 1993 році він деякий час працював заступником генерального директора Державної земельної служби Латвії, після чого до 2001 року очолював проект Світового банку та Євросоюзу щодо розвитку сільського господарства та сільських регіонів в республіці, співпрацював з латвійським міністерством сільського господарства. У 1999 році Штокенбергс закінчив Латвійський банківський коледж, де вивчав бізнес-адміністрування, а в 2001 році — Вищу банківську школу Латвії за спеціальністю «економіст». У 2001 році Айгарс Штокенбергс став присяжним адвокатом в адвокатському бюро «Брігіс, Чапкевич і партнери». У листопаді 2004 року Айгарс брав участь у конкурсі на посаду керівника проекту створення Латвійської національної бібліотеки, проте не був обраний. У вересні 2005 року Штокенбергс був прийнятий у члени ради директорів «Латвенерго», а пізніше став заступником голови ради компанії.

## Політична кар'єра
Політичну кар'єру Штокенбергс почав в 1994 році, коли намагався балотуватися в юрмальську міську думу за списком партії «Добробут». У 1998 році Штокенбергс став одним із творців Народної партії, від якої у 2001 році намагався балотуватися в Ризьку міську думу, але знов не був обраний.
У 2004 році Штокенбергс зайняв посаду радника з економічних питань прем'єр-міністра Латвії, Айгара Калвітіса, також члена Народної партії. У квітні 2006 року Штокенбергс був затверджений Сеймом Латвії на посаді міністра економіки. На виборах в Сейм в жовтні 2006 року Народна партія здобула перемогу, отримавши більшість місць у Сеймі, Штокенбергс був обраний депутатом, але свій мандат тимчасово віддав іншому «народників» — Зієдонісу Рубезісу.
Після виборів, в листопаді 2006 року в Латвії був сформовано новий уряд, в якому Штокенбергс був призначений міністром у справах регіонального розвитку та самоврядувань. На цій посаді він став автором плану інвестицій в регіони Латвії, який передбачав розвиток в країні сільського господарства і сучасних технологій, а також можливість запрошення на роботу іноземних фахівців. В одному зі своїх інтерв'ю Штокенбергс заявляв, що в 2009 році в Латвії скоротиться інфляція і висловив надію на те, що в країні протягом наступних 10 років зростання економіки становитиме 6-7%.
Навесні 2007 року Штокенбергс вважали вірогідним кандидатом в президенти Латвії від Народної партії, його кандидатуру також підтримував громадський рух «Селянський сейм». Проте відносини Штокенбергса і Калвітіса погіршилися. Міністр відмовився підтримувати обраного Сеймом президента країни Валдіса Затлерса, а восени 2007 року Штокенбергс виступив проти ініціативи Калвітіса зі звільнення з посади голови Бюро з запобігання та боротьби з корупцією Олексія Лоскутова (за чутками, Лоскутов знайшов докази незаконного фінансування партій з правлячої коаліції). Незгода з процедурою відставки Лоскутова і антипартійна діяльність стали офіційною причиною виключення Штокенбергс з Народної партії, зміщення його з посади міністра в жовтні 2007 року. Сам Штокенбергс стверджував, що був позбавлений посади міністра через конфлікт з колишнім прем'єр-міністром Латвії, впливовим членом Народної партії Андрісом Шкеле, який, зокрема, контролював ринок переробки побутових відходів в Ризі. За словами Штокенбергса, Народна партія перетворилася в бізнес-клуб інтересів Шкеле. Після відставки Штокенбергс зберіг свій мандат у Сеймі, залишившись незалежним депутатом, засідав у юридичної комісії парламенту.
У відповідь на своє виключення з партії та позбавлення портфеля міністра в листопаді 2007 року Штокенбергс зажадав відставки правоцентристського уряду Калвітіса і оголосив про те, що готується до створення нового політичного руху, в який повинні були увійти «технократи»: представники партії «Новий час», «зелені» та члени Народної партії, незадоволені політикою партійного керівництва. Вже в листопаді Штокенбергс із колишнім главою міністерства зовнішніх справ Латвії Артісом Пабріксом створив нову політичну партію «Об'єднання за іншу політику».
На посту співголови «Товариства за іншу політику» Штокенбергс критикував економічну політику прем'єр-міністра Івара Годманіса, зокрема, його заходи з подолання економічної кризи в Латвії, і закликав до дострокового розпуску Сейму. Політичну платформу своєї партії Штокенбергс називав соціально-орієнтованою, навіть лівою, але визнавав, що ця «лівизна» потрібна для вирівнювання курсу політики латвійської держави. Крім того він заявляв, що хоче повернення Вайри Віке-Фрейберг на посаду президента Латвії.
«Об'єднання за іншу політику» було одним з організаторів мітингу поблизу Сейму 13 січня 2009 року, що закінчився масовими заворушеннями. Сам Штокенбергс заявив, що він і його партія не мають до них ніякого відношення, і заворушення були влаштовані провокаторами. У лютому 2010 року «Об'єднання за іншу політику» проголосувало за участь в політичному об'єднанні «Єдність». У жовтні 2010 року на виборах в латвійський Сейм «Єдність» зайняло перше місце, Штокенбергс знову став членом парламенту.
У серпні 2011 року об'єднання «Єдність» стало партією, а Штокенбергс став одним з її співголів. На дострокових виборах до латиського Сейму, які відбулися у вересні 2011 року, «Єдність» отримало 20 місць (за партію проголосувало 18,83% виборців), проте Штокенбергс депутатського мандата не отримав.

## Статки
Згідно з опублікованими в 2007 році відомостями про доходи, Штокенбергс був одним з небагатьох мільйонерів серед політиків Латвії. Станом на 2009 рік, основну частину його капіталу становила нерухомість, девелоуперські проекти та земельні ділянки, а також банківські вклади на суму понад 700 тис. латів. Крім того, у відомостях про доходи Штокенбергс вказав власну колекцію живопису вартістю 120 тис. латів.

## Скандали
Згідно з даними Вікілікс (англ. WikiLeaks) стало відомо, що Айгарс Штокенбергс, коли був міністром економіки, обіцяв послу США в Латвії Кетрін Тодд Бейлі захистити інтереси компанії Coca-Cola, які могли постраждати через заборону Міністерства охорони здоров'я торгувати в школах і дитячих садах так званими «шкідливими продуктами». Кетрін Тодд Бейлі відзначала у своїй депеші, що Штокенбергс в уряді Айгара Калвітіса «куди впливовіший, ніж може здатися на перший погляд, тому що вся його діяльність ведеться за лаштунками». Проте, попри «обіцянки», заборона міністерства вступила в дію 1 листопада 2006 року.

## Особисте життя
Штокенбергс проживає в Юрмалі з дружиною Сандрою, у нього дві доньки, які навчаються за кордоном.